# University College Dublin A.F.C.
University College Dublin Association Football Club (irl. Cumann Peile Coláiste na hOllscoile Áth Cliath) – irlandzki klub sportowy z siedzibą w Dublinie. Klub gra w rozgrywkach League of Ireland First Division.

## Zawodnicy

### Aktualny skład
| Nr | Poz. | Piłkarz                 |
| -- | ---- | ----------------------- |
|    | BR   | Ger Barron              |
|    | BR   | John Kelly              |
|    | BR   | Mark McGinley           |
|    | OB   | Tomás Boyle             |
|    | OB   | Brian Connaughton       |
|    | OB   | Sean Harding            |
|    | OB   | Yael Haro               |
|    | OB   | Mark Langtry            |
|    | OB   | Michael Leahy (kapitan) |
|    | OB   | Ciarán Nangle           |
|    | OB   | David O'Connor          |
|    | OB   | Sean Russell            |
|    | OB   | James Scallan           |
|    | PO   | Stephen Doyle           |
|    | PO   | James Kavanagh          |

| Nr | Poz. | Piłkarz          |
| -- | ---- | ---------------- |
|    | PO   | Robbie Creevy    |
|    | PO   | Barry McCabe     |
|    | PO   | Paul Corry       |
|    | PO   | Daniel Ledwith   |
|    | PO   | Eoin Roche       |
|    | PO   | Dean Marshall    |
|    | PO   | Darren Meenan    |
|    | PO   | Ger O'Callaghan  |
|    | PO   | Paul O'Conor     |
|    | PO   | Tom O'Halloran   |
|    | PO   | Hugh Douglas     |
|    | NA   | Robbie Benson    |
|    | NA   | Cillian Morrison |
|    | NA   | Graham Rusk      |
|    | NA   | Samir Belhout    |

## Europejskie puchary
Legenda do wszystkich tabel:
- Q – runda eliminacyjna, 1/16, 1/8, 1/4, 1/2 – odpowiednia faza rozgrywek, Grupa – runda grupowa, 1r gr – pierwsza runda grupowa, 2r gr – druga runda grupowa, F – finał, R – runda, PO – play-off
- k. – rzuty karne, los. – losowanie, Dogr. – dogrywka, w. – zasada bramek strzelonych na wyjeździe

| Sezon   | Rozgrywki                 | Runda | Przeciwnik         | Dom | Wyjazd | Ogólnie |
| ------- | ------------------------- | ----- | ------------------ | --- | ------ | ------- |
| 1984/85 | Puchar Zdobywców Pucharów | 1R    | Everton            | 0–0 | 0–1    | 0–1     |
| 2000    | Puchar Intertoto          | 1R    | Wełbyżd Kiustendił | 3–3 | 0–0    | 3–3, w. |
| 2015/16 | Liga Europy               | 1Q    | F91 Dudelange      | 1–0 | 1–2    | 2–2, w. |
| 2015/16 | Liga Europy               | 2Q    | Slovan Bratysława  | 1–5 | 0–1    | 1–6     |